# Az 1980. évi téli olimpia magyarországi résztvevőinek listája
Az 1980. évi téli olimpiai játékokon a magyar csapat tagjaként egy férfi és egy női sportoló vett részt. Az olimpia műsorán szereplő tíz sportág ill. szakág közül egyben indult magyar versenyző. A magyarországi résztvevők száma az egyes sportágakban ill. szakágakban a következő (zárójelben a magyar indulókkal rendezett versenyszámok száma, kiemelve az egyes oszlopokban előforduló legmagasabb érték, vagy értékek):
| Sportág, szakág | Helyezések száma | Helyezések száma | Helyezések száma | Helyezések száma | Helyezések száma | Helyezések száma | Olimpiai pont | Magyar résztvevő | Magyar résztvevő | Magyar résztvevő |
| Sportág, szakág | 1.               | 2.               | 3.               | 4.               | 5.               | 6.               | Olimpiai pont | Férfi            | Nő               | Össz.            |
| műkorcsolya (1) | 0                | 1                | 0                | 0                | 0                | 0                | 5             | 1                | 1                | 2                |
|                 |                  |                  |                  |                  |                  |                  |               |                  |                  |                  |
| Összesen        | 0                | 1                | 0                | 0                | 0                | 0                | 5             | 1                | 1                | 2                |

| Sportoló | Sportág, szakág | Versenyszám | Helyezés (elért eredmény) |

## R
| Regőczy Krisztina | műkorcsolya | jégtánc | Ezüst (14/204,52) |

## S
| Sallay András | műkorcsolya | jégtánc | Ezüst (14/204,52) |